# سجاد علاء
سجاد علاء (مواليد 3 مايو 2003) هو لاعب كرة قدم عراقي محترف يشغل مركز الجناح الأيمن ويلعب لنادي الميناء في دوري نجوم العراق.

## مسيرته الكروية
بدأ سجاد مسيرته الكروية في أكاديمية الميناء، وتمكن من الفوز مع فريق الميناء تحت 19 عامًا بلقب الدوري العراقي للشباب في عام 2022، وكان أيضًا هداف الدوري.
في سبتمبر 2022، انضم إلى الفريق الأول لنادي الميناء، وساهم في تحقيق الفوز بلقب الدوري العراقي الممتاز، مما أدى إلى تأهل الفريق إلى دوري نجوم العراق، كما سجل سجاد هدفًا حاسمًا في المباراة النهائية.
وفي أغسطس 2023، جدّد عقده مع نادي الميناء، حيث شارك بانتظام في التشكيلة الأساسية خلال دوري نجوم العراق. وكان هداف الفريق في ذلك الموسم بتسجيله 8 أهداف، منها أهداف ضد أندية النجف، والطلبة، والنفط، ودهوك، ونوروز، والكهرباء، ونفط ميسان، بالإضافة إلى تسجيله هدفًا آخر ضد دهوك. وقد اعتبره المدرب حسن أحمد أحد الأعمدة الرئيسية للفريق، مشددًا على أهمية وجوده في كل مباراة يخوضها الميناء. وفي أغسطس 2024، جدّد عقده مع النادي موسمًا إضافيًّا.

## مسيرته الدولية
استُدعي سجاد لتمثيل العراق لأول مرة في عام 2022، عندما اختاره المدرب عماد محمد ليكون ضمن التشكيلة المكونة من 26 لاعبًا في كأس العرب للمنتخبات تحت 20 سنة 2022.
كما اختاره المدرب راضي شنيشل ليكون جزءًا من تشكيلة تضم 26 لاعبًا للمشاركة في تصفيات كأس آسيا تحت 23 سنة 2024، المؤهلة لدورة الألعاب الأولمبية الصيفية 2024 في باريس.

## أوسمة
الميناء
- الدوري العراقي الدرجة الأولى 2022–23

## وصلات خارجية
- Sajjad Alaa at Eurosport